# 한국보육진흥원

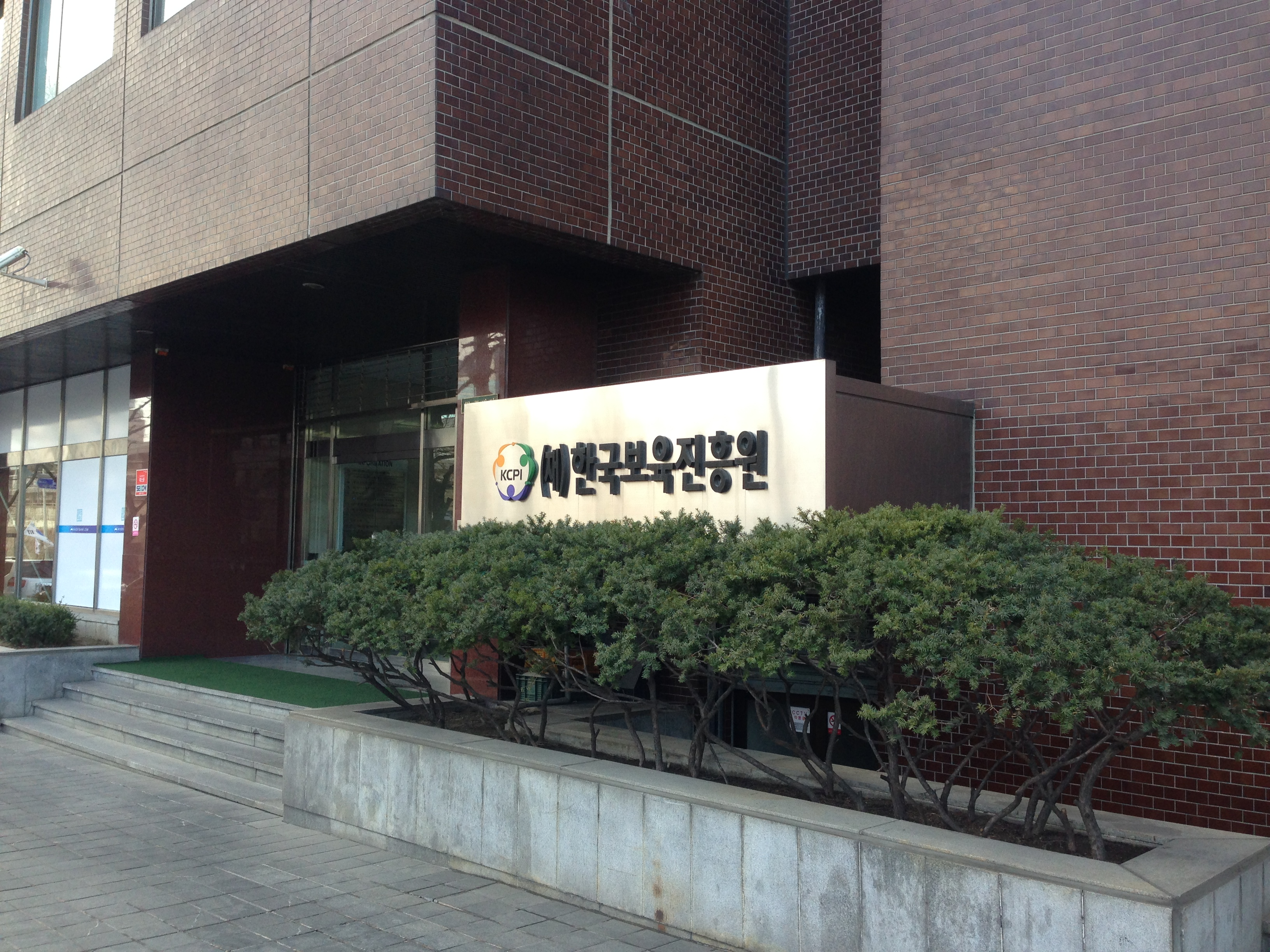
2015년 2월 한국보육진흥원

한국보육진흥원(韓國保育進興院, Korea Childcare Promotion Institute, KCPI)은 효과적인 보육관련 사업 수행을 통한 보육의 질 향상과 체계적인 보육정책 지원을 통한 영유아와 부모, 보육종사자 등 수요자의 만족에 기여하기 위하여 설립된 재단법인이다. 2012년부터 대한민국 보건복지부 산하 공공기관으로 지정되어 있다. 서울특별시 용산구 청파로 345 (서계동) 주연빌딩 3, 5, 6층에 위치하고 있다.

## 관련 법률
- 영유아보육법

## 연혁
- 2009년 8월: 법인 설립 추진을 위한 실무추진반 구성 및 운영
- 2009년 11월 26일: 창립 발기인총회 개최
- 2009년 12월 2일: 법인 설립 허가 신청
- 2009년 12월 22일: 법인 설립 허가 승인
- 2010년 2월 5일: 한국보육진흥원 개원식[6]
- 2010년 2월 24일: 보건복지부와 중앙보육정보센터 위수탁 계약체결

## 조직

### 이사회

#### 한국보육진흥원장
- 감사팀
- 중앙보육정보센터
- 드림스타트사업지원단

#### 경영기획국
- 기획조정팀
- 운영지원팀

#### 평가사업국
- 평가기획팀
- 평가운영팀
- 평가1팀
- 평가2팀
- 상시관리팀

#### 보육사업지원국
- 보육사업기획팀
- 자격관리팀
- 교육사업팀
- 공공형품질관리팀